# Le Maçon ivre
Le Maçon ivre (espagnol : El albañil borracho) est une huile sur toile peinte par Francisco de Goya, alors peintre de tapisseries pour les palais royaux. Le tableau appartient à la cinquième série de tapisseries, et, comme l’ensemble de la série, fut peint entre 1786 et 1787.
Le tableau met en évidence l'intérêt à l'époque pour la réforme du travail et de la santé des travailleurs et des paysans — réforme menée par Jovellanos, ami de Goya. Ici le chromatisme et la couleur sont typiques du préromantisme.

## Historique
Goya vendit un croquis inachevé aux ducs d'Osuna, et en 1896 intégra la collection privée de Pedro Fernández Durán et Bernaldo de Quirós, qui en fit don au Musée du Prado en 1931 qui l’expose depuis.
Il a obtenu en 1942 le numéro de catalogue P027820 et est apparu dans la liste des œuvres du musée (publiée avec un certain retard), dirigée par Francisco Javier Sánchez Cantón, directeur adjoint du Prado. Il est exposé dans la salle 94, au deuxième étage du bâtiment de Juan de Villanueva. 
Comme l’indique la galerie en ligne du Prado, c’est une esquisse préparatoire pour le carton Le Maçon blessé, bien que Bozal estime que ce point reste à élucider et qu’il puisse s’agit d’un travail indépendant, d’une variation sur ce même thème.
La toile a été étudiée et référencée par Pierre Gassier et Juliet Wilson Bareau sous le numéro 191.

## Histoire
L’objectif de cette toile n’est pas tout à fait clair. Il a pu servir de d’ébauche pour le Maçon blessé  que Goya aurait été forcé de modifier en raison des critiques des administrateurs de la Fabrique royale de tapisserie.
Avec une femme et ses deux enfants à la une fontaine et la moisson, il appartient à la série de croquis de la cinquième série de tapisseries de Goya pour salle à manger du Prince des Asturies, de Charles IV d'Espagne au Palais du Pardo. La série est restée incomplète après la mort de Charles III en 1788, et servit à décorer les salles à L'Escurial (Madrid) sans un ordre fixe. 
Tous les dessins préparatoires de Goya pour ses dessins ont été vendus au duc d'Osuna, mécène de l'artiste. En 1896, ses héritiers vendirent les œuvres de la famille à Pedro Fernández Durán et Bernaldo de Quiraldós. Lors de la vente aux enchères, le musée du Prado acquit La Prairie de Saint-Isidore, La Poule aveugle et L'Ermitage de saint Isidore.

## Analyse de l'image
La toile représente un maçon en état évident d’ivresse porté par deux de ses compagnons, qui se moquent de lui, sans pantalon et dont la culotte tombe. En arrière-plan, on aperçoit un chantier.
Comme pour La Neige et Les pauvres à la fontaine, la toile ne correspond pas au rococo, mais initie le préromantisme. Cela n'a pas empêché les administrateurs de la Fabrique royale de tapisserie d’imposer un format allongé à ce tableau pour pouvoir le tisser.
D’après Hagen, il a été initialement conçu comme une plaisanterie à l’attention des princes. Mais la présence de l'ivresse sur un tableau n'a pas été jugé digne d'un palais royal, de sorte que la toile a été transformée pour représenter un blessé et montrant Charles III en bienfaiteur grâce à son édit de 1784 protégeant les maçons.
La toile est également considérée, avec le maçon blessé, comme initiant les œuvres à contenus sociaux, montrant la mauvaise sécurité des travailleurs et leurs problèmes de santé. Pour Pérez Sánchez, c’est une des premières représentations de la vie du prolétariat. Cependant, Le Maçon ivre a une forte dimension satirique qui contraste avec Le Maçon blessé. Si la première anticipe le réalisme social en présentant les pauvres comme des héros, les visages rieurs, contrastent avec le ciel sombre et la construction en arrière-plan. L’Aragonais se serait grandement identifié aux classes inférieures de l'époque.
Le chromatisme est brun et gris et l’exécution rapide. Les couleurs sont celles de l’hiver qui rappellent La neige et Les pauvres à la fontaine. On note l’excellence visages moqueurs des ouvriers.
La succession des plans, et la contre-plongée rappellent Le Buveur. Les couleurs sont sombres, l’empâtement au premier plan est fort alors qu’il est diluée en fond comme pour Les Vendanges.
Nigel Glendinning en fait un précédent direct des tableaux pour la promenade des ducs d'Osuna. À cette époque, le peintre ne croyait déjà plus au pittoresque et aspirait à autre chose qu’aux tapisseries à thèmes imposés.